# 綠榛子 (阿拉巴馬州)
綠榛子（英語：Hazel Green）是一個位於美國阿拉巴馬州麥迪遜縣的非建制地區和人口普查指定地區。根據2010年美國人口普查，該地人口為3,630人，而該地的面積約為26.02平方千米。

## 地理
綠榛子的座標為34°55′25″N 86°34′01″W / 34.92361°N 86.56694°W，而該地最高點為海拔高度242米（即794英尺）。